# Ben Scrivens
Benjamin John Scrivens (Spruce Grove, 11 settembre 1986) è un hockeista su ghiaccio canadese professionista di ruolo portiere. Dalla stagione 2013-2014 gioca nella National Hockey League con la squadra degli Edmonton Oilers.